# سيمون بيرغر
سيمون بيرغر (بالسويدية: Simon J Berger)‏ هو ممثل سويدي، ولد في 1 يونيو 1979 بستوكهولم في السويد.

## وصلات خارجية
- سيمون بيرغر على موقع IMDb (الإنجليزية)
- سيمون بيرغر على موقع ميتاكريتيك (الإنجليزية)
- سيمون بيرغر على موقع روتن توميتوز (الإنجليزية)
- سيمون بيرغر على موقع ألو سيني (الفرنسية)
- سيمون بيرغر على موقع تيرنر كلاسيك موفيز (الإنجليزية)
- سيمون بيرغر على موقع أول موفي (الإنجليزية)
- سيمون بيرغر على موقع قاعدة بيانات الأفلام السويدية (السويدية)
- سيمون بيرغر على موقع قاعدة بيانات الفيلم (الإنجليزية)